# Asia's Next Top Model (mùa 8)
Asia's Next Top Model, Mùa 8 là mùa giải thứ tám của chương trình Asia's Next Top Model, được công chiếu bắt đầu từ ngày 24/4/2020. Chủ đề của mùa giải thứ 8 là The Legend of All-Stars (Sự trở lại của hyền thoại ngôi sao).
Mùa giải gồm 15 thí sinh đã từng tham gia các mùa giải trước đây đến từ 10 quốc gia thuộc Châu Á bao gồm Nhật Bản, Hồng Kông, Myanmar, Indonesia, Philippines, Malaysia, Singapore, Thái Lan, Đài Loan và Việt Nam.
Giải thưởng mùa này bao gồm:
- Hợp tác với công ty quản lý người mẫu Storm Model Management ở Luân Đôn
- Xuất hiện trên trang bìa tạp chí Harper's Bazaar Singapore
- 1 chiếc ô tô Subaru Forester 2020 đời mới

Quán quân của Asia's Next Top Model mùa 8 là May Htet Aung - thí sinh đến từ mùa thứ 4, 22 tuổi đến từ Myanmar.

## Vòng sơ tuyển
Ở mùa 8, các thí sinh các mà giải trước đây (không bao gồm các quán quân mùa trước) sẽ được nhận mall của BTC từ nhà sản xuất Refinery Media, thí sinh chấp nhận quay lại cuộc thi sẽ phải quay video shoot ngắn về các kỹ năng giới thiệu bản thân bằng tiếng anh, giới thiệu kỹ năng catwalk và giới thiệu các show photoshoot mà các thí sinh đó đã từng hợp tác thực hiện, nếu BTC chấp nhận thì thí sinh sẽ được quay trở lại với tư cách mùa All-Star

## Thí sinh
(Tính theo tuổi khi còn trong cuộc thi)
| Đại diện    | Thí sinh           | Tuổi | Chiều cao               | Mùa giải trước | Bị loại ở | Thứ hạng mùa truớc | Hạng |
| ----------- | ------------------ | ---- | ----------------------- | -------------- | --------- | ------------------ | ---- |
| Indonesia   | Janice Herjimanto  | 27   | 1,74 m (5 ft 8+1⁄2 in)  | Mùa 2          | Tập 2     | 10-9               | 16   |
| Malaysia    | Sarah Mashonna     | 24   | 1,74 m (5 ft 8+1⁄2 in)  | Mùa 2          | Tập 3     | 7                  | 15   |
| Singapore   | Randhawa Nametha   | 21   | 1,78 m (5 ft 10 in)     | Mùa 5          | Tập 4     | 9                  | 14   |
| Ấn Độ       | Sneha Gosh         | 28   | 1,72 m (5 ft 7+1⁄2 in)  | Mùa 2          | Tập 5     | 10-9               | 13   |
| Hồng Kông   | Hody Yim           | 30   | 1,78 m (5 ft 10 in)     | Mùa 3          | Tập 6     | 7                  | 12   |
| Singapore   | Yi Han Si          | 20   | 1,81 m (5 ft 11+1⁄2 in) | Mùa 6          | Tập 6     | 8                  | 11   |
| Đài Loan    | Cindy Chen         | 22   | 1,78 m (5 ft 10 in)     | Mùa 5          | Tập 7     | 5                  | 10   |
| Hàn Quốc    | Jihye Moon         | 26   | 1,78 m (5 ft 10 in)     | Mùa 2          | Tập 8     | 13                 | 9    |
| Mông Cổ     | Tugs Sharull       | 28   | 1,78 m (5 ft 10 in)     | Mùa 4          | Tập 9     | 13                 | 8    |
| Nhật Bản    | Sharnie Fenn       | 21   | 1,72 m (5 ft 7+1⁄2 in)  | Mùa 6          | Tập 10    | 12                 | 7    |
| Việt Nam    | Céline Dương       | 23   | 1,74 m (5 ft 8+1⁄2 in)  | Mùa 3          | Tập 11    | 11-10              | 6    |
| Philippines | Julian Flores      | 29   | 1,75 m (5 ft 9 in)      | Mùa 4          | Tập 12    | 4                  | 5    |
| Indonesia   | Clara Tan          | 24   | 1,72 m (5 ft 7+1⁄2 in)  | Mùa 5          | Tập 13    | 4                  | 4    |
| Thái Lan    | Tia Taveepanichpan | 26   | 1,75 m (5 ft 9 in)      | Mùa 2          | Tập 14    | 8                  | 3    |
| Đài Loan    | Kate Ma            | 25   | 1,73 m (5 ft 8 in)      | Mùa 1          | Tập 14    | 3-2                | 2    |
| Myanmar     | May Htet Aung      | 23   | 1,73 m (5 ft 8 in)      | Mùa 4          | Tập 14    | 7                  | 1    |

### Thứ tự gọi tên
| Thứ tự | Tập     | Tập            | Tập     | Tập          | Tập     | Tập         | Tập     | Tập     | Tập    | Tập   | Tập  |
| Thứ tự | 1       | 2              | 3       | 4            | 5       | 6           | 7       | 8       | 9      | 10    | 12   |
| ------ | ------- | -------------- | ------- | ------------ | ------- | ----------- | ------- | ------- | ------ | ----- | ---- |
| 1      | Cindy   | Sharnie Julian | May     | Tia          | Sharnie | Julian      | Kate    | Clara   | Tia    | Tia   | May  |
| 2      | Kate    | Sharnie Julian | Hody    | Hody         | May     | Tia         | Sharnie | Kate    | May    | May   | Kate |
| 3      | Tia     | May            | Celine  | Cindy        | Hody    | Clara       | Julian  | Julian  | Kate   | Kate  | Tia  |
| 4      | Hody    | Tia            | Clara   | Kate         | Julian  | Sharnie     | May     | Tia     | Clara  | Clara |      |
| 5      | Nametha | Sarah          | Sharnie | Celine       | Celine  | May         | Clara   | May     | Julian |       |      |
| 6      | Sharnie | Celine         | Sarah   | May          | Sarah   | Kate        | Tia     | Sharnie |        |       |      |
| 7      | Heidi   | Kate           | Cindy   | Heidi        | Clara   | Sarah       | Sarah   |         |        |       |      |
| 8      | Julian  | Hody           | Tia     | Sarah        | Tia     | Hody Celine |         |         |        |       |      |
| 9      | Celine  | Clara          | Julian  | Sharnie      | Kate    | Hody Celine |         |         |        |       |      |
| 10     | Clara   | Heidi          | Kate    | Julian Clara | Cindy   |             |         |         |        |       |      |
| 11     | Melissa | Cindy          | Heidi   | Julian Clara | Heidi   |             |         |         |        |       |      |
| 12     | May     | Melissa        | Melissa |              |         |             |         |         |        |       |      |
| 13     | Sarah   | Nametha        |         |              |         |             |         |         |        |       |      |
| 14     | Janice  |                |         |              |         |             |         |         |        |       |      |

     Thí sinh bị loại
     Thí sinh chiến thắng cuộc thi

### Buổi chụp hình
- Tập 1: Khoe hình thể tạo dáng theo chiều kim đồng hồ mô phỏng Big Ben
- Tập 2: Album bối cảnh văn phòng nữ thám tử (chụp đôi)
- Tập 3: Ảnh chân dung tái tạo các bức tranh trong viện bảo tàng
- Tập 4: Sự cầu cứu cả Nữ Thám Hiểm mắc kẹt tại rừng Bukit Timah
- Tập 5: Nữ phượt thủ cùng với Subaru Forester 2020
- Tập 6: Tạo dáng trên Disco ball trong tiệc đám cưới
- Tập 7: Ảnh chuyển động dạng GIF trên mặt nước tại Đảo Saint John - Singapore
- Tập 8: Video One-Shoot " Nàng thơ của Dolce & Gabbana "
- Tập 9: Look Book với đạo cụ " Đèn Đom Đóm "
- Tập 10: Thử thách 3 tuần cuối cùng với Subaru "Tuần 1: Sự thanh lịch" (Photoshoot)
- Tập 11 :Thử thách 3 tuần cuối cùng với Subaru "Tuần 2: Vũ điệu Salsa torero ở đấu trường matador " (Video Shoot)
- Tập 13 :Thử thách 3 tuần cuối cùng với Subaru "Tuần 3: Nữ Hoàng Tốc Độ" (Photoshoot + Video Shoot)